# Brzeście (województwo dolnośląskie)
Brzeście (niem. Liebethal) – wieś w Polsce, położona w województwie dolnośląskim, w powiecie wrocławskim, w gminie Żórawina.
| SIMC    | Nazwa        | Rodzaj                     |
| ------- | ------------ | -------------------------- |
| 0884559 | Marcinkowice | przysiółek (przed 2024 r.) |
| 0884565 | Marzęcice    | przysiółek                 |

W latach 1975–1998 miejscowość administracyjnie należała do województwa wrocławskiego.